# ヴォクスホール・ブリッジ

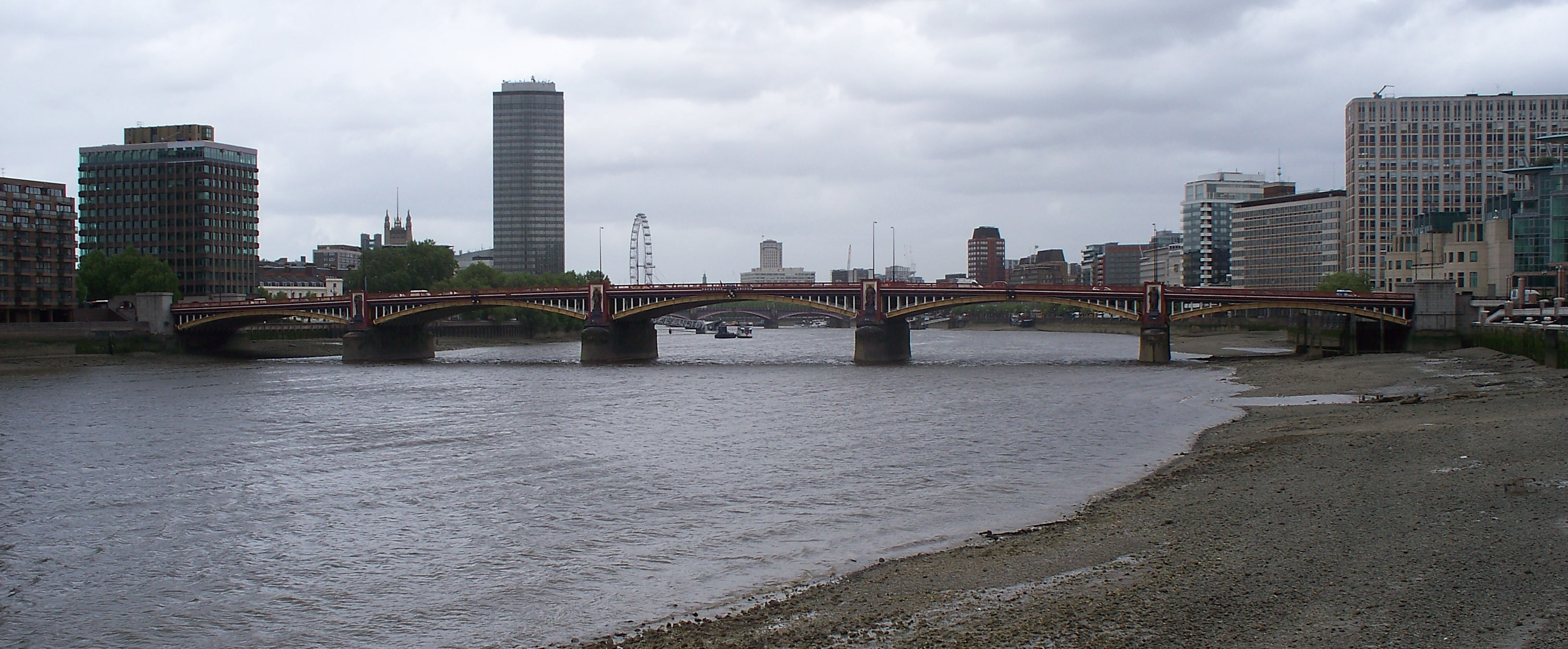
ヴォクスホール・ブリッジ

ヴォクスホール・ブリッジ（Vauxhall Bridge）は、ロンドンの中央に位置するアーチ橋である。ボックソール・ブリッジとも表記する。テムズ川に掛かっており、A202道路の一部となっている。2008年にグレードIIにリストされた。現在のヴォクスホール・ブリッジは1906年に新しく作り直されたものである。